# Szeptember 7.
Szeptember 7. az év 250. (szökőévben 251.) napja a Gergely-naptár szerint. Az évből még 115 nap van hátra.
Névnapok: Regina + Admira, Begónia, Dumáta, Dusán, Dusánka, István, Ivor, Kósa, Lél, Mábel, Mabella, Márkus, Menyhért, Pszihé, Rea, Rege, Stefán

## Események
- 1566 – A Szigetvár török ostromában a döntő rohamok napja. Másnapra a vár tarthatatlan helyzetbe jut, Zrínyi Miklós horvát bán maradék katonái élén kirohanva, a védők nagy részével együtt hősi halál hal.
- 1619 – A Kassai vértanúk kivégzése.
- 1706 – Spanyol örökösödési háború: A torinói csatában Savoyai Jenő császári, porosz és savoyai csapatai visszavonulásra késztetik a francia királyi hadsereget.
- 1812 – A borogyinói csata: Moszkva előtt 110 km-re. I. Napóleon francia császár a csatát követően, szeptember 14-én elfoglalja Moszkvát.
- 1822 – Brazília függetlenné válik Portugáliától
- 1860 – Giuseppe Garibaldi csapatai bevonulnak Nápolyba, megdöntik a Két Szicília Királyságát.
- 1888 – Edith Eleanor McLean az első csecsemő, akit inkubátorba helyeznek születése után.
- 1901 – Véget ér a bokszerlázadás Kínában, aláírják a Pekingi Egyezményt.
- 1901 – Budapesten, a Kertész utcában megnyílik a Fészek klub, Magyarország és Európa egyik legjellegzetesebb művészklubja.
- 1916 – Brassó román kézre kerül, a következő napokban a román csapatok Petrozsényig hatolnak.
- 1936 – Az utolsó ismert erszényesfarkas (Benjamin) elpusztul a Hobart-i állatkertben (Hobart Zoo), ezzel kihalnak az erszényesfarkasok.
- 1940 – A német légierő (Luftwaffe) először bombázza Londont.
- 1941 – Szegeden elkezdődik a honvéd téri református templom építése.
- 1944 – Románia hivatalosan hadat üzen Magyarországnak.
- 1950 – A kommunista kormányzat feloszlatja a szerzetesrendeket Magyarországon, négy kivétellel (bencés, ferences, piarista, iskolanővérek).
- 1953 – Nyikita Szergejevics Hruscsov lesz a Szovjetunió Kommunista Pártjának főtitkára.
- 1970 – Háborúellenes nagygyűlés Valley Forge-ban (Pennsylvania), John Kerry, Jane Fonda és Donald Sutherland részvételével.
- 1970 – Varahagiri Venkata Giri, India köztársasági elnöke rendeletet ad ki, melyben megfosztja kiváltságaiktól a maharadzsákat.
- 1977 – Szerződés Panama és az Amerikai Egyesült Államok között, melynek értelmében a Panama-csatorna feletti ellenőrzést az USA gyakorolhatja a 20. század végéig.
- 1977 – Etiópia megszakítja a diplomáciai kapcsolatokat Szomáliával.
- 1986 – Augusto Pinochet túléli az első, ellene irányuló gerillatámadást.
- 1986 – Dél-Afrikában Desmond Tutu püspök lesz az anglikán egyház első színes bőrű vezetője.
- 1988 – A magyar kormány nyilatkozata szerint a jelenlegi helyzetben meg kell építeni a bős–nagymarosi vízlépcsőt, de ha egy esetleges népszavazás másképpen dönt, a Minisztertanács aláveti magát a döntésnek.
- 1990 – A júliusban feloszlatott koszovói tartományi parlament albán képviselői elfogadják Koszovó alkotmányát, amely Koszovót független köztársaságként nevezi meg.
- 1994 – Újraindul a Pester Lloyd.
- 1996 – Magyarországi útja során II. János Pál pápa Győrbe és Pannonhalmára látogat.
- 2011 – Jaroszlavli légi katasztrófa. A balesetben a Kontinentális Jégkorong Ligaban részt vevő Lokomotyiv Jaroszlavl az edzőit és minden felnőtt játékosát elvesztette.
- 2023 – Nevét megőrizve, Második Reformkor (2RK) néven párttá alakul Vona Gábor korábbi Jobbik-elnök alapítványa.[1]

## Sportesemények
Formula–1
- 1952 –  olasz nagydíj, Monza - Győztes:  Alberto Ascari (Ferrari)
- 1958 –  olasz nagydíj, Monza - Győztes:  Tony Brooks (Vanwall)
- 1969 –  olasz nagydíj, Monza - Győztes:  Jackie Stewart (Matra Ford Cosworth)
- 1975 –  olasz nagydíj, Monza - Győztes:  Clay Regazzoni (Ferrari)
- 1986 –  olasz nagydíj, Monza - Győztes:  Nelson Piquet (Williams Honda)
- 1997 –  olasz nagydíj, Monza - Győztes:  David Coulthard (McLaren Mercedes)
- 2008 –  belga nagydíj, Spa Francorchamps - Győztes:  Felipe Massa (Ferrari)
- 2014 –  olasz nagydíj, Monza - Győztes:  Lewis Hamilton (Mercedes)

Labdarúgás
- 2014 – Magyarország–Észak-Írország 2016-os labdarúgó-Európa-bajnokság selejtezőmérkőzés (889. hivatalos mérkőzés), Budapest, Groupama Aréna
- 2015 – Észak-Írország–Magyarország 2016-os labdarúgó-Európa-bajnokság selejtezőmérkőzés (898. hivatalos mérkőzés), Belfast, Windsor Park
- 2023 – Szerbia–Magyarország, 2024-es Európa-bajnoki selejtező mérkőzés (981. hivatalos mérkőzés), Belgrád, Rajko Mitić Stadion

## Születések
- 1524 – Thomas Erastus svájci német orvos, teológus és filozófus († 1583)
- 1533 – I. Erzsébet angol királynő, Anglia és Írország uralkodója († 1603)
- 1707 – Georges-Louis Leclerc de Buffon francia természettudós, író, matematikus, biológus († 1788)
- 1807 – Lenkey János honvéd tábornok († 1850)
- 1863 – Malatinszky Ferenc földbirtokos, politikus († 1951)
- 1873 – Tomcsányi János magyar műfordító, publicista, tanár († 1935)
- 1881 – Inántsy-Pap Elemér magyar ügyvéd, kincstári ügyész, miniszteri osztályfőnök, országgyűlési képviselő († 1964)
- 1888 – Karácsony Benő erdélyi magyar író († 1944)
- 1896 – Mollináry Gizella (Gebauer Gusztávné) magyar költő, író († 1978)
- 1906 – Balogh Edgár Romániai magyar író, újságíró, publicista († 1996)
- 1909 – Elia Kazan (született: Elia Kazanjoglou) háromszoros Oscar-díjas török származású amerikai filmrendező († 2003)
- 1910 – Várszegi József olimpiai bronzérmes magyar atléta, gerelyhajító († 1977)
- 1911 – Todor Zsivkov bolgár kommunista politikus, párt- és államfő († 1998)
- 1912 – David Packard a Hewlett-Packard cég egyik alapítója († 1996)
- 1913 – Anthony Quayle angol színész († 1989)
- 1913 – Járay József operaénekes (tenor), a Világ Igaza († 1970)
- 1913 – Papp Bertalan kétszeres olimpiai bajnok kardvívó († 1992)
- 1914 – James Van Allen amerikai fizikus, csillagász, űrkutató († 2006)
- 1917 – John Cornforth Nobel-díjas ausztrál-brit kémikus († 2013)
- 1923 – Peter Lawford angol születésű amerikai színész († 1984)
- 1929 – John Milford amerikai színész („Jesse James legendája”) († 2000)
- 1930 – I. Balduin, Belgium ötödik királya († 1993)
- 1931 – Tóth György magyar újságíró, rádiós, televíziós szerkesztő-riporter, műsorvezető († 1991)
- 1932 – Malcolm Bradbury brit író, irodalomtörténész († 2000)
- 1934 – Bitó László orvoskutató, magyar író († 2021)
- 1936 – Brian Hart (Brian Roger Hart) brit autóversenyző († 2014)
- 1936 – Buddy Holly, (er. neve Charles Hardin Holley) rock'n'roll énekes („Peggy Sue”) († 1959)
- 1939 – Vásárhelyi Géza magyar költő († 1988)
- 1941 – Mezey György magyar labdarúgó, szövetségi kapitány
- 1941 – Surján László magyar orvos, politikus
- 1943 – Gloria Gaynor (er. Gloria Fowles) amerikai énekesnő
- 1952 – Szűcs Márta Liszt Ferenc-díjas magyar operaénekesnő († 2025)[2]
- 1961 – Szájer József magyar jogász, politikus
- 1964 – Andy Hug svájci  K-1 és Kyokushin Karate harcos († 2000)
- 1969 – Bacsa Ildikó magyar színésznő
- 1973 – Fullajtár Andrea Jászai Mari-díjas magyar színésznő
- 1977 – Lengyel Tamás Jászai Mari-díjas magyar színész
- 1980 – Raj Bhavsar, amerikai tornász
- 1981 – Szőcs Petra költő, filmrendező
- 1982 – Szász Emese olimpiai bajnok magyar vívó
- 1983 – Annette Dytrt német műkorcsolyázó
- 1984 – Vera Igorevna Zvonarjova háromszoros Grand Slam győztes orosz teniszezőnő
- 1987 – Kerényi Gábor magyar labdarúgó, védő
- 1987 – Carolina Colorado kolumbiai úszónő
- 1988 – Kevin Love amerikai olimpiai-, és világbajnok kosárlabdázó
- 1999 – Gracie Abrams amerikai énekes, dalszerző
- 2002 – Li Kung-csao kínai rövidpályás gyorskorcsolyázó, ifjúsági olimpikon

## Halálozások
- 1376 – III. Grailly János, Buch ura gascogne-i nemes, a százéves háború résztvevője (* 1330 körül)
- 1566 – Zrínyi Miklós horvát bán, Szigetvár védője (* 1508 körül)
- 1833 – Görög Demeter magyar író, kultúrpolitikus, akadémikus (* 1760)
- 1875 – Szelestey László magyar költő (* 1821)
- 1918 – Andorffy Mária magyar költő, regényíró (* 1896)
- 1936 – Grossmann Marcell magyar matematikus (* 1878)
- 1941 – Vajda Lajos magyar festőművész (* 1908)
- 1946 – Góth Sándor magyar színész, rendező, műfordító, színészpedagógus (* 1869)
- 1952 – Marek József állatorvos, az MTA tagja, a magyar állatorvos-tudomány kiemelkedő alakja (* 1868)
- 1956 – Sergio Sighinolfi olasz autóversenyző (* 1925)
- 1960 – Wilhelm Pieck kommunista politikus, a Német Demokratikus Köztársaság elnöke (* 1876)
- 1962 – Josikava Eidzsi japán író (* 1892)
- 1971 – Spring Byington amerikai színésznő (* 1886)
- 1976 – Kéthly Anna magyar szociáldemokrata politikus (* 1889)
- 1985 – Pólya György magyar matematikus (* 1887)
- 1986 – Csorvássy István erdélyi magyar szobrász, fafaragó művész, román állami díjas (* 1912)
- 1990 – Bencze Ferenc Balázs Béla-díjas magyar színész (* 1924)
- 1990 – Alan John Percivale Taylor brit történész (* 1906)
- 1993 – Zsiborás Gábor magyar válogatott labdarúgó kapus (* 1957)
- 1994 – Terence Young brit filmrendező (James Bond-filmek, Thunderball) (* 1915)
- 1998 – Fáy László magyar színész, a Győri Nemzeti Színház Örökös Tagja (* 1919)
- 2007 – Csernus Tibor magyar festőművész (* 1927)
- 2011 
  - Artyom Nyikolajevics Jarcsuk orosz jégkorongozó (* 1990)
  - Nyikita Szergejevics Kljukin orosz jégkorongozó (* 1989)
  - Andrej Anatoljevics Kirjuhin orosz jégkorongozó (* 1987)
  - Alekszandr Igorevics Kaljanyin orosz jégkorongozó (* 1987)
  - Marat Natfulovics Kalimulin orosz jégkorongozó (* 1988)
  - Gennagyij Sztanyiszlavovics Csurilov orosz jégkorongozó (* 1987)
  - Vitalij Szergejevics Anyikejenko orosz-ukrán jégkorongozó (* 1987)
  - Ivan Leonyidovics Tkacsenko orosz jégkorongozó (* 1979)
  - Josef Vašíček cseh jégkorongozó (* 1980)
  - Karel Rachůnek cseh jégkorongozó (* 1979)
  - Pavol Demitra szlovák jégkorongozó (* 1974)
  - Jan Marek cseh jégkorongozó (* 1979)
  - Mihail Jurjevics Balangyin orosz jégkorongozó (* 1980)
  - Robert Dietrich német jégkorongozó (* 1986)
  - Stefan Liv svéd jégkorongozó (* 1980)
  - Szjargej Igaravics Asztapcsuk fehérorosz jégkorongozó (* 1990)
  - Ruszlan Albertavics Szalej fehérorosz jégkorongozó (* 1974)
  - Makszim Alekszejevics Suvalov orosz jégkorongozó (* 1993)
  - Kārlis Skrastiņš lett jégkorongozó (* 1974)
  - Pavel Szergejevics Sznurnyicin orosz jégkorongozó (* 1992)
  - Danyiil Jevgenovics Szobcsenko orosz-ukrán jégkorongozó (* 1991)
  - Pavel Szergejevics Trahanov orosz jégkorongozó (* 1978)
  - Jurij Olegovics Uricsev orosz jégkorongozó (* 1991)
  - Alekszandr Szergejevics Vaszjunov orosz jégkorongozó (* 1988)
  - Olekszandr Jevgenovics Vjuhin orosz-ukrán jégkorongozó (* 1973)
  - Brad McCrimmon kanadai jégkorongozó, edző (* 1959)
  - Alekszandr Georgijevics Karpovcev szovjet-orosz jégkorongozó (* 1970)
  - Igor Boriszovics Koroljov szovjet-orosz jégkorongozó (* 1970)
  - Nyikolaj Ivanovics Krivonosov fehérorosz jégkorongozó, fizikai edző (* 1980)
  - Vlagyimir Leonyidovics Piszkunov orosz jégkorongozó, rendszergazda (* 1958)
- 2013 – Karai József Erkel Ferenc-díjas zeneszerző, karnagy (* 1927)
- 2013 – Miklós Tibor magyar író, műfordító, dalszövegíró, rendező, színházvezető. (* 1947)

## Nemzeti ünnepek, emléknapok, világnapok
- Brazília nemzeti ünnepe
- Mozambik: a Győzelem napja